# Раковиська (Люблінське воєводство)
Раковиська (пол. Rakowiska) — село в Польщі, у гміні Біла Підляська Більського повіту Люблінського воєводства.
Населення — 1306 осіб (2011).
У 1975-1998 роках село належало до Білопідляського воєводства.

## Демографія
Демографічна структура станом на 31 березня 2011 року:
|          | Загалом | Допрацездатний вік | Працездатний вік | Постпрацездатний вік |
| -------- | ------- | ------------------ | ---------------- | -------------------- |
| Чоловіки | 655     | 195                | 437              | 23                   |
| Жінки    | 651     | 187                | 412              | 52                   |
| Разом    | 1306    | 382                | 849              | 75                   |